# Maurice Auslander
Maurice Auslander   (Brooklyn, 3 d'agost de 1926 - Trondheim, 18 de novembre de 1994) va ser un matemàtic estatunidenc.

## Vida i obra
Auslander va néixer en una família de russos jueus immigrants. El seu germà petit, Louis Auslander, també va ser un reconegut matemàtic. Va estudiar a la Universitat de Colúmbia, en la qual es va graduar el 1949 i va obtenir el doctorat el 1954. Entre 1953 i 1957 va ser professor a les universitats de Chicago, de Michigan i de liInstitut d'Estudis Avançats de Princeton. El 1957 va ser nomenat professor de la universitat Brandeis, en la qual va romandre fins a la seva defunció el 1994. Tot i la seva llarga estada a Brandeis, també va ser professor visitant o invitat de diverses universitats d'Europa i Amèrica.
Auslander va publicar més d'un centenar d'articles científics o monografies, de les quals una quarantena llarga van ser editades el 1999 pels seus deixebles en un volum, agrupades segons els temes pels que més es va interessar: homologia i teoria d'anells, functors, algebres d'Artin i teoria de la representació.